# Veilchenpapagei
Der Veilchenpapagei (Pionus fuscus), ein eigentlicher Neuweltpapagei, gehört zur Gattung der Rotsteißpapageien (Pionus).

## Merkmale
Der Veilchenpapagei erreicht eine Größe vom 26 cm. Das Gefieder am Kopf ist mattblau, mit roten Flecken auf beiden Stirnseiten und schwarzen Federn über den Ohren. Die Feder an der Kehle und dem Nacken bilden cremeweiße Säume. Die Federn am Kinn sind mattrosa. Das Rückengefieder der Papageien ist dunkelbraun mit blassen Säumen, die Federn am Bauch sind braun mit rotblauen oder purpurroten Säumen. Die Schwanzfedern sind an der Oberseite dunkelblau und auf der Unterseite mattrot. Die Flügelinnenseiten haben einen tief violettblauen Ton, die Oberseite der Flügel ist purpurblau. Der Oberschnabel ist mit einem gelben Fleck versehen, der Rest des Schnabels ist dunkelgrau. Die Iris der Papageien ist braun. Die Füße sind grau.
Die Jungvögel der Veilchenpapageien sehen aus wie die Altvögel, abgesehen von einem grünlichen Saum an den Federn.

## Verbreitung
Das Verbreitungsgebiet der Veilchenpapageien reicht vom südöstlichen Venezuela bis ins nordöstliche Brasilien. Die Papageien besiedeln in diesem Gebiet beide Seiten des Amazonas, bis zum Rio Negro und dem unteren Rio Madeira. Hinzu kommt eine isolierte Population im äußersten Nord-Osten Kolumbiens.

## Lebensweise
Der Veilchenpapagei lebt in den tropischen Regenwäldern und Waldränder, offenes Grasland meidet er. Seinen Lebensraum teilt er mit dem Schwarzohrpapagei (Pionus menstruus). Die Population in Kolumbien wurde in einer Höhe von 1200 m gesichtet. Sonst bevorzugt die Art Flachlandegebiete unter 600 m.

## Bedrohung
Die Populationsgröße der Veilchenpapageien ist weitgehend stabil. Nur in Brasilien wird aufgrund von Waldrodungen ein Rückgang der Population registriert. Gebiete in Surinam und Venezuela, in denen der Veilchenpapagei vorkommt, sind unter Schutz gestellt worden.